# Kamp Rhede-Brual

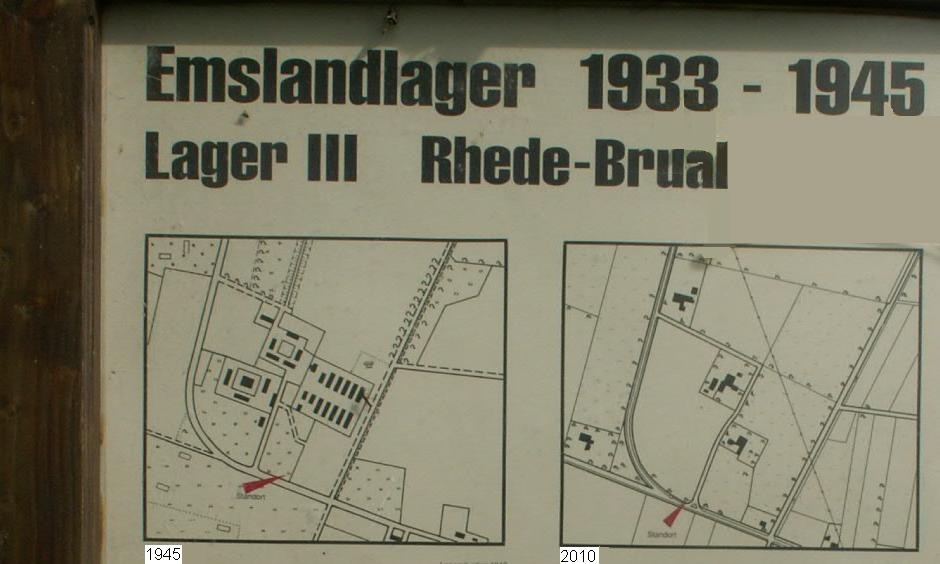
Plattegrond 1945 en 2010

Kamp Rhede-Brual ook wel Brual-Rhede genoemd (Duits: Lager III Brual-Rhede), was het derde van de vijftien Emslandlager. Lager III was gelegen nabij het dorp Brual, gemeente Rhede, ongeveer twintig kilometer ten zuidoosten van Winschoten.

## Geschiedenis
Kamp Rhede-Brual werd in het najaar van 1933 in het Emsland opgericht. Het was bedoeld als concentratiekamp, maar in het voorjaar van 1934 werd besloten het te gebruiken als strafkamp vallende onder de Pruisische justitie. In het kamp moesten 1.000 personen kunnen worden ondergebracht. Er kwamen gevangenen uit heel Duitsland; vanaf juni 1937 ook politieke gevangenen. Begin 1938 werd het kamp uitgebreid met 8 barakken, voor ieder 500 personen. Op de officiële Duitse lijst van concentratiekampen komt Rhede-Brual niet voor. In het kader van de Emslandlager werd het kamp "Lager III Rhede-Brual" genoemd. Rond september 1939 is een deel van het kamp en de gevangenen ingezet bij de activiteiten rond de Westwall. Vanaf 1940 werden er ook militaire strafgevangenen in het kamp gevangengezet. Het kamp werd door 200 SA mannen en justitieambtenaren bewaakt. Begin april 1945 werden zevenhonderd gevangenen naar Kamp Aschendorfermoor overgebracht.

## Omstandigheden
De gevangenen legden de afwatering Brualer Schloot aan, en moesten later helpen bij het cultiveren van het veen. Ook werden zij bij ondernemingen en boeren in de omgeving te werk gesteld. Zij moesten acht tot tien uur per dag werken. De machinebouwfabriek van de fa. Klatte heeft vanaf februari 1943 veel gebruikgemaakt van dwangarbeiders, om vliegtuigonderdelen te fabriceren. In de loop van de oorlog werden de omstandigheden voor de gevangenen steeds slechter. De hygiëne was slecht en er was een tekort aan voedsel. Er werd veel geestelijk en lichamelijk mishandeld. Tijdens de kerstnacht van 1937 hebben 600 gevangenen slechts gekleed in een hemd uren op appel moeten staan. Velen kregen daardoor longontsteking. Vier van hen zijn daaraan overleden. Een groot aantal van de gevangenen heeft zelfmoord gepleegd.

## Na de oorlog
Uit de rapporten blijkt dat 59 mensen door mishandeling om het leven zijn gekomen. Op de plek van het voormalige kamp staat nu een boerderij. Er is geen spoor van het kamp over. Wel staat in de directe omgeving van het vroegere kamp een monument.

## Dodental
In de vijftien Emslandlager hebben naar schatting 100.000 krijgsgevangenen en 80.000 politieke- en strafgevangenen moeten verblijven. Naar schatting zijn 30.000 van deze gevangenen in de Emslandlager vermoord. Voor het merendeel zijn dat Sovjet-krijgsgevangenen geweest. Deze liggen op negen begraafplaatsen en in massagraven begraven. Per kamp kan zowel qua inwonertal als ten aanzien van het dodental niets specifieks met zekerheid worden gezegd. Van de begraafplaatsen is voor een deel van de gevallen wel bekend hoeveel mensen er liggen en welke nationaliteit deze mensen hadden. Hoeveel van de 180.000 kamp bewoners de oorlog hebben overleefd is onbekend. Velen zijn later in andere kampen vermoord.

## Ontsnappingen
Soms moesten de gevangenen op enkele honderden meters van de Nederlandse grens werken. Regelmatig trachten de gevangenen de Nederlandse grens over te vluchten. Bij die vluchtpogingen werd er gericht op de gevangenen geschoten. Toch zijn er enige tientallen ontsnappingen gelukt. Maar Nederland stuurde de asielzoekers in de meeste gevallen terug. Vaak betekende dat alsnog de dood van de vluchteling. In enkele gevallen, die publieke aandacht trokken, werden asielzoekers niet naar Duitsland teruggestuurd, maar naar andere landen uitgewezen.